# Barbarisme
Un barbarisme és una expressió, paraula o construcció que no es considera assimilada a la llengua pròpia i es considera un empobriment de la llengua en què s'importa.
El terme ve de bàrbar (en el sentit etimològic d'estranger) i té una connotació negativa. Per això els estudiosos han proposat el terme interferència lingüística com a substitut, si bé la interferència es pot referir a tots els nivells de la llengua, és a dir, fonètica, morfosintaxi o lèxic, mentre que el barbarisme acostuma a estar centrat només en el lèxic.
El barbarisme es produeix quan un locutor usa incorrectament una expressió o estructura d'una altra llengua (si el que es vol és produir determinats efectes estilístics o citar textualment, per exemple, es parla de canvi de codi. Els barbarismes són molt comuns en comunitats bilingües o en el procés d'aprenentatge d'un segon idioma i, en alguns casos, poden arribar a reemplaçar els termes autèntics.
Cal tenir en compte que alguns barbarismes han acabat per ser acceptats i integrats com a part del lèxic de la llengua d'arribada; en aquest cas ja no es pot parlar de barbarismes sinó de manlleus o d'estrangerismes. Aquest és el cas de molts neologismes, la major part provinents de l'anglès (anglicismes) o el francès (gal·licismes), i en el cas especial de l'alguerès, també de l'italià (italianismes) i del sard.

## Castellanismes

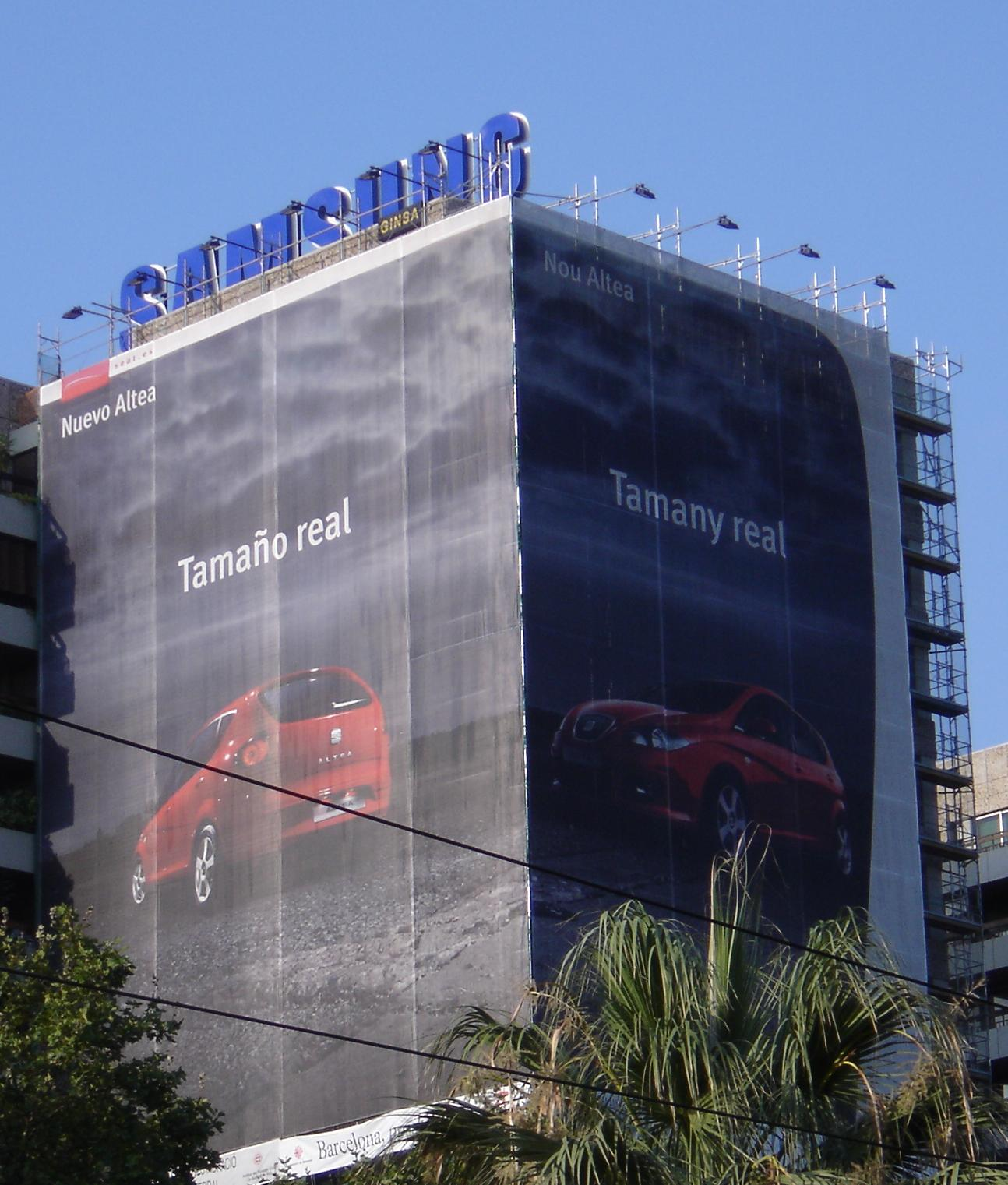
Ús del castellanisme tamany a un anunci a Barcelona

Els castellanismes són elements lingüístics del castellà que s'utilitzen en una altra llengua. No obstant això, el terme s'utilitza habitualment per a descriure els que s'utilitzen de manera incorrecta.
En català, els barbarismes més freqüents són els castellanismes, atesa la influència del castellà sobre el català al llarg dels segles. A més, diversos mitjans de comunicació n'utilitzen alguns com si estiguessin acceptats, quan no ho estan, i com si no tinguessin un substitut perfectament correcte en català. Alguns dels exemples més representatius són:

### A
acera (voravia, vorera), aclarar(-se) (aclarir(-se), esclarir(-se); no  : no entendre-s'hi! No sortir-se'n), aconteixement (esdeveniment), agulletes (fiblades, punxades, mal d'ossos, esbraonament, cruiximent, adoloriment, estar cruixit, estar esbraonat, estar masegat, estar esllomat), ajedrès (escacs), aldea (llogaret), alemà o aleman (alemany), alemana (alemanya), antes (abans), aparato (aparell), apretar (collar, prémer, estrènyer, exigir, etc.), apurar (atabalar, anar de bòlit, amotinar, neguitejar, no saber sortir-se'n; avergonyir, avergonyar; estirar, tirar llarg (*Apurant molt, ens resten tres hores de feina>Estirant molt/ Tirant llarg, ens resten tres hores de feina (correcte), asquerós (fastigós, oiós, oixós), assunto (afer; tema; questio), averiguar (esbrinar)

### B
barco (vaixell), basura (brossa, escombraries, fems, femer), botiquin (farmaciola), buenos dies (bon dia), bueno (bé, bo)

### C
camilla (llitera), carinyo (afecte, afecció; amor, amoret(a), baldufa, barrufet(a), bombonet, bonic(a), cardina R, cel, colomet(a), coseta/cosiua, cuca, cuquet(a), estimadet(a), estimat, -ada, flor(eta), marrec, nin(a), moixonet(a), ocellet(a), pesolet, pollet(a), puça, rei(na), ratolí, reiet (-a), reietó (-na), sol(et), sucret, terrosset, torronet(a), trosset de cel, tresor(et), vailet, vida, videta, xerric(a), xic(a)… (aquests noms poden ser precedits de ‘mon-el meu/ma-la meva’ o seguits de ‘meu/meua), carinyós (afectuós, manyagós), carinyosament (manyagosament), crucigrama (mots encreuats).

### D
desaigüe (desguàs), después (després), disfrutar (gaudir, gojar, fruir, xalar)

### E
empenyar-se (entestar-se, entossudir-se'), enfermeria (infermeria), enfermetat (malaltia), entonses (aleshores, llavors), entorpir (entrebancar, destorbar, dificultar; obstruir (un objecte o cosa); fer nosa; atabalar, atordir, fer venir mal de mar/basca, atorrollar, torbar, desconcertar, destarotar), (en/en)tropessar” (encepegar/ensopegar, entrebancar-se), follar (brocar, cardar, cardussar, carregar, clavillar, embagar, encauar, endinyar, enfornar, enforquillar, enastar, ensardinar, ficar, flicar, flocar, fotre, pitjar, xerigar, xeringar, eixeringar, xingar)

### G
gasto (despesa), garantitzar (garantir), gelos (gelosia)

### H
hasta (fins, fins i tot), huelga (vaga)

### I
inglès (anglès)

### J
jabalí (porc senglar), juerga (gresca)

### L
làmpara (làmpada), lavadora (rentadora, llavadora, màquina de rentar), lavavajilla (rentaplats, rentavaixelles), 

### M
mantequilla (mantega), menos (menys), moreno (morè)

### P
parxe (pegat), passi/pas (permís, bitllet; classificació), pues (doncs), puesto (lloc), pistacho (festuc)

### Q
quiebra (fallida)

### R
rebassar (ultrapassar, excedir, sobrepassar, sobrepujar), recado (encàrrec; comissió, diligència; missatge, avís), reflexar (reflectir)

### S
sarro (tosca, carrall), sello (segell), sombra (ombra)

### T
- tamany (mida, talla)
- tiretes (fiblades, punxades, mal d'ossos, esbraonament, cruiximent, adoloriment, estar cruixit, estar esbraonat, estar masegat, estar esllomat)
- tonto (apardalat, ase, babau, baboia R, badaluc R, badoc, baix de sostre, bajà, bajoc, bajoca, bàmbol, banasta, banastre, benaventurat, beneit, beneit del cabàs, beneitó, beneitot, benet, beneset R, berloc R, berlocàs R, berloquis R, bernat (pescaire) R, bernicloc R, betzol, betzol de monges, bleda, borinot, borrec R, busaroc R, cap de fava, cap de meló, cap de pardals, cap de tartana R, cap de trons, cap de xai, capbord R, capbuit, carallàs R, carallasso R, capsigrany, caramellós R, carbassó, cigalet R, cigalot R, coll, cosó, curt, curt de gambals, curt d'enteniment, eixorit (d'en Pampa-Pampis) R, embambat, encantat R, esburat, estromboli R, fava, favassa R, flasco R, flaüt R, innocent R, llucaret R, malaventurat, palatreco R, pallús, panoli, papanyanya R, patotxo, poca-solta, quinyol R, ruc, sabatàs R, sabatot, soc, soca, suro, talòs, tanoca, tiroll R, toia, toix, toscano R, tòtil, totxo, tros d'ase, tros de suro, tustabolses R, ximple, ximplet, xitxarel·lo... / faltar-li’n un tros, més alt que un pi i més ruc que un tupí, més curt que les calces d'un capellà, més curt que les mànigues d'una armilla, més curt que una cua de conill, més ruc que fet d'encàrrec, més talòs que la mare que el va parir, no saber quants dits té a la mà... / tenir el cap més verd que una carbassa, tenir el cap ple de fum, tenir un cervell de pardal, un poca substància... (persones) / absurd, estúpid, flac, no treu cap a res, no es pot agafar per enlloc, sense cap ni centener, sense cap ni peus, sense molla ni crostó, sense seguida, sense solta, sense solta ni volta, sense suc ni bruc, sense trellat (coses) / fer el ": fer l'api R
- tonteria (beneitura, bestiesa, berniclocada R, carallada R, desbarat R, DIEC, disbarat, eixoridesa R, favada, poca-soltada, rucada, ruqueria, ximpleria)

### U
urbano (urbà)

### V
vajilla (vaixella), verbena (revetlla, però cal no confondre-ho amb la berbena, una planta), vivenda (habitatge, habitació, habitança)

### X
- xarco (toll, bassal),
- xular / *xulejar (fer el xulo) bravatejar, fer el pinxo, fer el pollastre, fer el pollastret, fer el tifa, gallejar, anar encarcarat com un ciri, cagarro sec, creure’s qui sap què, donar-se to, entonat, fer-se veure, merdeta seca, mirar de dalt a baix, no tenir padrins, passar dret, pensar-se qui sap què és, pet bufat, pet presumit, pixar de molt alt, voler-s'ho menjar tot…

etc.

### Falsos amics
Mots correctes en català (de vegades per casualitat) però que s'utilitzen de manera incorrecta: «habitació» (casa, habitatge) per «cambra», «rentable» (que es pot rentar) per «rendible» (que rendeix, castellà «rentable»), «cana» (mida antiga) per «cabell blanc» (castellà «cana»), «desguàs» (lloc per on surt l'aigua) per «desballestament» (desmuntatge, cast. «desgüace»), «ampolla» (botella) per «butllofa» (lesió de la pell, cast. «ampolla»), «recolzar» (posar de manera que descansi sobre un suport) per «donar suport» (cast. «apoyar»), etc.

### Locucions «a la castellana»
tenir que (haver de), donat que (com que, atès que), tal i com (tal com), «punt i final» (punt final), «i punt» (i prou, i pus), en quant a (quant a), etc.

### Utilització incorrecta del gènere
- Canvi del masculí al femení: les afores (els afores), la bactèria (el bacteri), la compta (el compte), la corrent (el corrent), la costum (el costum), la deute (el deute), la dot (el dot), la dubte (el dubte), les espinaques (els espinacs), les llegums (els llegums), la marge (el marge), la pebra (el pebre), la pendent (el pendent), la senyal (el senyal), la titella (el titella)
- Canvi del femení al masculí: un allau (una allau, una llau), un amargor (una amargor), un anàlisi (una anàlisi), un àncora (una àncora), un andana (una andana o moll), un aroma (una aroma), el calor (la calor), el claror (la claror), el dent (la dent), un esperma (una esperma), un esplendor (una esplendor), el gènesi (la gènesi, però el Gènesi en la Bíblia), el marató (la marató), un olor (una olor), els postres (les postres, les darreries), el resta (la resta, el restant), el sida (la sida), el síndrome (la síndrome)